# آغصه
آغُصِّه روستایی از توابع بخش ارد شهرستان گراش در استان فارس ایران است.
روستای آغصه در سال ۱۲۱۲ شمسی توسط حسینعلی (اول) رزم‌آهنگ (کوره ای) به نام باغ نشاط بنیان نهاده شد.

## جمعیت
این روستا در دهستان ارد قرار دارد و براساس سرشماری مرکز آمار ایران در سال ۱۳۹۵، جمعیت آن ۶۴۸ نفر بوده‌است.